# Joe Abercrombie
Joe Abercrombie, född 31 december 1974 i Lancaster, är en brittisk författare. Han debuterade 2006 med The Blade Itself (Det lockande stålet), första delen i fantasytrilogin The First Law (Den första lagen). 
Abercrombie studerade psykologi vid University of Manchester. Han började arbeta med tv-produktion och blev frilansande filmklippare. 2002 började han skriva på debutboken The Blade Itself. Han bor i Bath tillsammans med sin hustru och tre barn.

### The First Law-trilogin
- The Blade Itself (maj 2006, svensk titel: Det lockande stålet)
- Before They Are Hanged (mars 2007, svensk titel: Man bör förlåta)
- Last Argument of Kings (mars 2008, svensk titel: Det yttersta argumentet)

### Shattered Sea-trilogin
- Half a King (2014)
- Half the World (2015)
- Half a War (2015)

### Fristående
- Best Served Cold (juni 2009, svensk titel: En god fiende) uppföljaren till The First Law
- The Heroes (januari 2011)
- Red Country (oktober 2012)

### The Age of Madness-trilogin
Utspelas i samma värld som The First Law-trilogin.
- A Little Hatred (september 2019)
- The Trouble With Peace (september 2020)
- The Wisdom of Crowds (september 2021)